# Pierre Vachon
Pierre Vachon, také Vasson nebo Waschon (3. června 1738 Avignon – 7. října 1803 Berlín) byl francouzský houslista a hudební skladatel.

## Život
Narodil se v Avignonu 3. června 1738. Přibližně ve svých dvaceti letech přišel do Paříže a studoval hru na housle u Carla Chiabrana. Poprvé veřejně vystoupil 24. prosince 1756 na koncertě cyklu Concert spirituel v Palais des Tuileries se svou vlastní skladbou. V roce 1760 se stal prvním houslistou v orchestru Louise François I., prince z Conti. V letech 1772–1778 žil v Londýně a živil se koncertní činností. V roce 1785 odešel do Berlína a stal se koncertním mistrem Královského dvorního orchestru (dnes Staatskapelle Berlin). V roce 1798 odešel do důchodu a o pět let později v Berlíně zemřel ve věku 65 let.

## Dílo
Z jeho díla jsou nejdůležitější smyčcové kvartety. Zkomponoval jich více než 30 a významně přispěl k rozvoji tohoto žánru ve Francii 18. století. Kromě toho napsal řadu dalších komorních skladeb (zejména trií) a několik oper. Ve své době velmi úspěšný skladatel byl však záhy zapomenut.

### Jevištní díla
- Sara, ou La Fermière écossaise (1773 Paříž, Comédie-Italienne)
- Renaud d'Ast (libreto P.-R. Lemonnier, Fontainebleau, 1765, spolupráce Jean-Claude Trial)
- Ésope à Cythère (libreto L. J. H. Dancourt, Comédie-Italienne de Paris, 1766, spolupráce Jean-Claude Trial)
- Les femmes et le secret (libreto A.-F. Quétant, Comédie-Italienne de Paris, 1767)
- Le Meunier (1767, ztraceno)
- Atalante et Hippomène, ballet-héroïque (Opéra de Paris, 1769)

## Instrumentální skladby
Opusová čísla byla přidělována vydavateli a některá se proto opakují.
- Six Sonates à violon seul et basse op. 1 (1760
- 6 symphonies à 4 parties & cor de chasse ad libitum op. 2 (1761)
- 2 houslové koncerty (1769)
- 6 sonates à violon seul & basse op. 3 (1769)
- Six trios pour deux violons et violoncelle op. 5 (1772)
- Six divertimentos (pro 2 housle a basso continuo, 1772)
- Six Quatuors pour deux violons, alto & basson op. 2 (1773)
- Six Quatuors pour 2 violons alto et basse et 2nd livre de Quatuors op.7 (1773)
- Šest trií pro dvoje housle a cembalo op. 4 (1775)
- Šest snadných duet pro dvoje housle op. 5
- Šest kvartet pro dvoje housle, tenor a bas op.5 (1775)
- Six Quatuors et 3e livre de Quatuor op. 9 (Venier, Paris 1775)
- Šest kvartet pro dvoje housle, tenor a bas op. 5 (1776)
- Six Quatuors Concertans pour deux Violons, Alto et Basse op. 11 (Sieber, Paris 1783)
- Symfonie C-dur
- Symfonie Es-dur